# Пендичићи
Пендичићи су насељено мјесто у општини Трново, Федерација БиХ, Босна и Херцеговина.

## Становништво
|             | 2013.       | 1991.        | 1981.        | 1971.        |
| Укупно      | 76 (100,0%) | 135 (100,0%) | 144 (100,0%) | 119 (100,0%) |
| Бошњаци     | 47 (61,84%) | 63 (46,67%)1 | 61 (42,36%)1 | 43 (36,13%)1 |
| Срби        | 29 (38,16%) | 71 (52,59%)  | 1 (0,694%)   | 76 (63,87%)  |
| Југословени | –           | 1 (0,741%)   | –            | –            |
| Хрвати      | –           | –            | 82 (56,94%)  | –            |

1. 1 На пописима од 1971. до 1991. Бошњаци су пописивани углавном као Муслимани.